# Agarista paraguayensis
Agarista paraguayensis är en ljungväxtart som först beskrevs av Hermann Sleumer, och fick sitt nu gällande namn av W.S. Judd. Agarista paraguayensis ingår i släktet Agarista och familjen ljungväxter. Inga underarter finns listade i Catalogue of Life.